# 齊滅譚之戰
齊滅譚之戰發生於前684年，齊國滅亡譚國的戰爭。
齊國公子小白出亡時，曾經過譚國，譚國國君不以禮接待。後來小白回國即位，是為齊桓公。各國諸侯向齊桓公祝賀，但是譚國亦未有派人祝賀。結果在齊桓公即位後第二年冬天（前684年），齊國出兵滅了譚國，譚國國君流亡到同盟國莒國。